# Rhymastic
Vũ Đức Thiện (sinh ngày 8 tháng 4 năm 1991), thường được biết đến với nghệ danh Rhymastic, là một nam rapper, ca sĩ, nhạc sĩ kiêm nhà sản xuất thu âm người Việt Nam. Anh được biết đến là thành viên của SpaceSpeakers.

## Tiểu sử

### Thời niên thiếu
Rhymastic được sinh ra và lớn lên trong một gia đình mà bố mẹ là công nhân viên chức bình thường nhưng trình độ học vấn cao. Ông nội của anh là một thầy giáo dạy Văn, đã truyền đạt chữ Hán và khả năng làm thơ cho anh. Vũ Đức Thiện tự bạch bản thân chịu ảnh hưởng nhiều từ gia đình và dòng họ tri thức. Lên tiểu học, một người bà hàng xóm ghé nhà, khen tay anh đẹp và khuyên gia đình nên dẫn con trai đi học đàn. Sau đó, gia đình dẫn Vũ Đức Thiện đi học đàn và từ đó, anh tiếp xúc với âm thanh rất sớm. Lên cấp 2, anh được người anh trai dẫn đến một câu lạc bộ hip hop tại Hà Nội. Sau khi chứng kiến mọi người biểu diễn, Vũ Đức Thiện ấn tượng với thể loại âm nhạc này. Về nhà, anh đã nghiên cứu kỹ hơn, học hỏi tất cả rapper qua các kênh như MTV, rồi lên mạng internet tìm hiểu lời rap, xem các nghệ sĩ làm như nào và sáng tác gì. Vũ Đức Thiện cho rằng 2Pac và Eminem là cảm hứng của anh khi đó. Anh từng sáng tác đoạn rap cho tiểu phẩm Alo 123 của NSND Công Lý và được trả lương 200.000 đồng: "Đó là số tiền đầu tiên tôi kiếm được từ âm nhạc, tôi rất vui và tự hào."
Năm 2006, Vũ Đức Thiện lấy biệt danh là Young Crizzal, bắt đầu tham gia trình diễn hip hop và gia nhập cộng đồng rap GVR. Trong suốt thời gian này, anh dành hầu hết thời gian nghiên cứu về rap và tự học thêm kỹ năng cùng với những thành viên của GVR. Năm 2008, Young Crizzal tham gia cuộc thi Đường lên đỉnh GVR và đã giành giải quán quân, qua đó trở thành rapper độc quyền của GVR. Sang năm, anh thay đổi nghệ danh từ Young Crizzal thành Rhymastic, đồng thời chuyển sang hoạt động chuyên nghiệp bằng cách thử nghiệm, hoàn thiện khả năng thu âm, xử lý giọng cũng như các kỹ năng sáng tác khác. Rhymastic tốt nghiệp trường Đại học Kiến trúc Hà Nội, và từng làm việc cho phòng thu M4Me cùng các nghệ sĩ như JustaTee và Young Uno. Anh diễn tả rằng công việc đó chỉ đơn giản là bấm thu âm cho khách với mức lương "đủ tiền tiêu xài, có tiền trà đá". Tuy nhiên, Rhymastic bảo rằng đây là cơ hội được học hỏi về âm nhạc, "hình thành vốn khổng lồ về âm thanh".

### Sự nghiệp
Ngày 31 tháng 10 năm 2011, SpaceSpeakers được thành lập và Rhymastic trở thành những gương mặt đầu tiên của nhóm. Năm 2013, sau khi Karik nhận quá nhiều chỉ trích từ giới underground khi quyết định bước chân lên mainstream, Rhymastic cùng với Binz và BigDaddy đã cùng nhau lên tiếng bảo vệ Karik. Điều này đã dẫn đến một số trận beef giữa Rhymastic và những rapper không cùng tư tưởng. Cũng trong thời gian này, Rhymastic nảy sinh một số bất đồng với một thành viên của GVR là Linh Lam và chính thức rời nhóm để chuyên tâm cống hiến cho SpaceSpeakers.
Năm 2016, Rhymastic xảy ra mẫu thuẫn với B Ray và dẫn đến một cuộc beef. Anh phát hành các bài rap diss đáp trả lại B Ray như Bản Kiểm Điểm, Ngược Đời, B Ray Dissin và Ếch Báo Dissin. Rhymastic dự thi Hòa âm Ánh sáng mùa 2 với tư cách là nhà sản xuất âm nhạc của đội 04 (cùng các thành viên Soobin Hoàng Sơn, Antei Ngọc Thịnh, Gin). Năm 2017, anh phát hành "Yêu 5", nhận được những phản hồi tích cực từ giới âm nhạc và đạt hạng cao trên Zing MP3. Cuối năm, anh tham gia chương trình Sao Đại Chiến và đã có màn tranh luận gay gắt với Dương Cầm ngay trên sóng truyền hình. Năm 2018, Rhymastic chính thức kết hôn với Lai Thanh Huyền, sau khi tổ chức đám hỏi. Ngày 10 tháng 4 năm 2019, họ tổ chức đám cưới. Ngày 11 tháng 7 năm 2020, cặp đôi đã có con đầu lòng tên Vũ Uy Vũ, tên thân mật là Ma Bư.

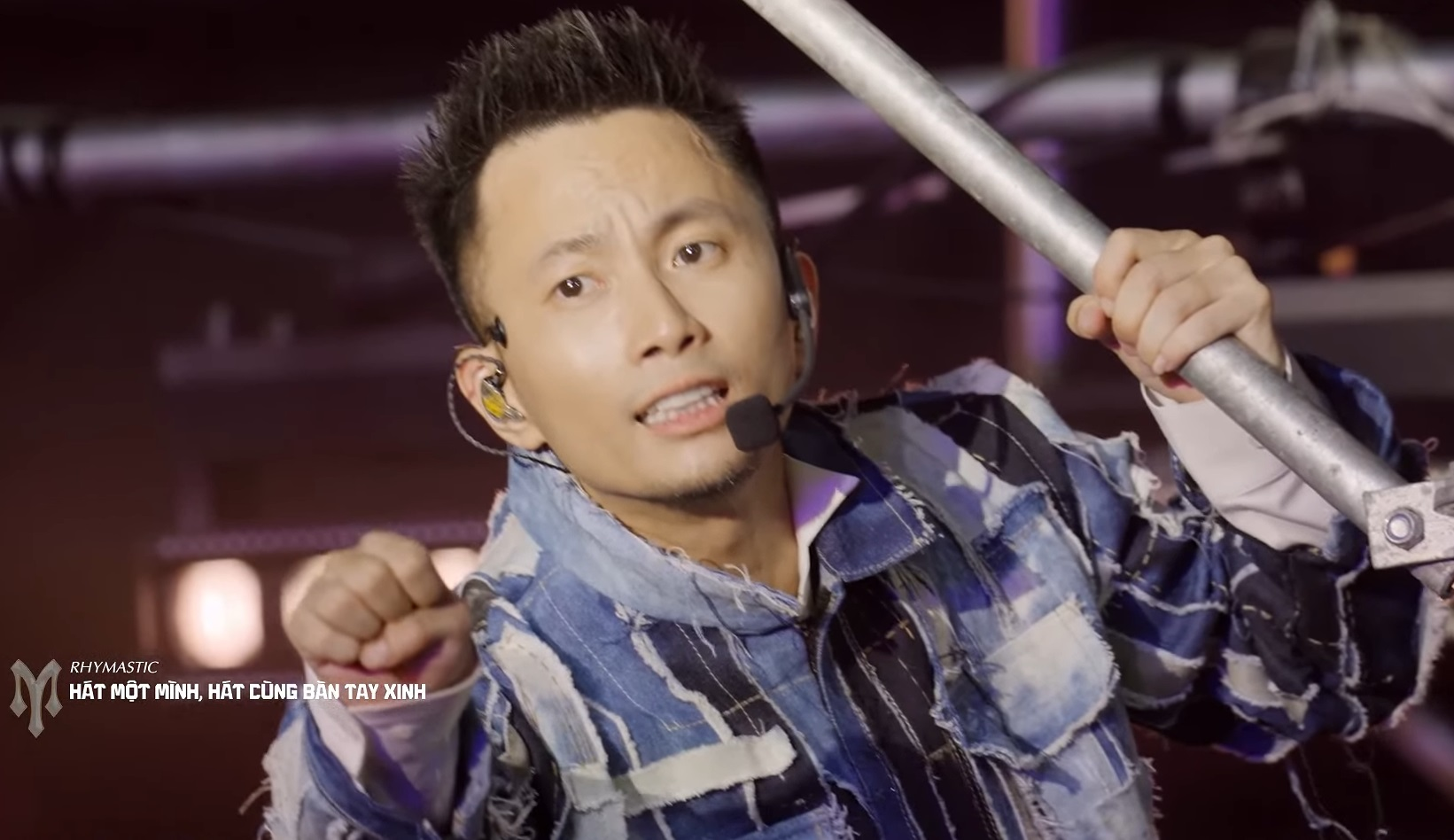
Rhymastic biểu diễn ca khúc "Lột xác" trong mùa đầu tiên của chương trình Anh trai vượt ngàn chông gai vào năm 2024.

Trong những năm tiếp theo, Rhymastic liên tục cho ra các sản phẩm mang những góc nhìn đa chiều về cuộc sống. Trong cuộc phỏng vấn với Billboard Việt Nam vào năm 2020, anh tuyên bố hạn chế việc tham gia các trận beef đấu đá cá nhân vì lý do "càng lớn thì thời gian để mình dành cho những chuyện đấy càng ngày càng hẹp đi".
Tháng 8 năm 2020, sự xuất hiện cùng lúc của hai chương trình truyền hình tìm kiếm tài năng về rap là Rap Việt và King of Rap đã vô tình kéo theo nhiều cuộc tranh luận gay gắt không đáng có giữa cộng đồng người nghe rap. Rhymastic, với tư cách là giám khảo của chương trình Rap Việt, đã ngày càng có nhiều những động thái gây chú ý trên mạng xã hội xoay quanh vấn đề của hai chương trình. Đặc biệt, tháng 10 năm 2020, anh đã có những bình luận được cho là hạ thấp chương trình King of Rap, dù trước đó anh từng phản đối việc so sánh giữa hai chương trình. Ngay sau sự việc này khoảng vài giờ, Rhymastic đã công khai xin lỗi toàn bộ ekip của King of Rap cũng như những người nghe rap, đồng thời chấp nhận giải quyết bằng âm nhạc nếu như mọi người yêu cầu.
Rhymastic còn sáng tác cho các ca sĩ khác, có thể kể đến Sâu Trong Em (Bích Phương),  Nơi Ta Chờ Em (Will), Let Me Feel Your Love Tonight (Trà My Idol), Tình Yêu Tuyệt Vời (S.T Sơn Thạch)...
Rhymastic cũng được mời làm giám khảo tại các chương trình truyền hình như Sao Đại Chiến hay Rap Việt cũng như giải đấu Beck'Stage.
Năm 2024, Rhymastic góp mặt trong chương trình âm nhạc thực tế Anh Trai Vượt Ngàn Chông Gai, nhận giải King Of X-Part và là thành viên của đội hình Gia tộc toàn năng.
Năm 2025, Rhymastic (cùng Jun Phạm, Ngọc Thanh Tâm, Bùi Công Nam, Duy Khánh) trở thành thành viên chính của Gia Đình Haha – chương trình truyền hình thực tế quảng bá văn hóa đặc sắc các vùng miền tại Việt Nam.

## Danh sách đĩa nhạc

#### Đĩa mở rộng
| Ngày phát hành | Tên  | Danh sách bài hát                                                                 | Định dạng |
| -------------- | ---- | --------------------------------------------------------------------------------- | --------- |
| 12/11/2022     | Lov6 | - Y6u (Yêu 6) - Líu La Líu Lo - Side Effect - Ngổn ngang - Vẫn Yêu - Thêm Đứa Nữa | Cassette  |

#### Sáng tác
| Năm  | Tên ca khúc                       | Ngày phát hành       | Nghệ sĩ hợp tác | Ghi chú |
| ---- | --------------------------------- | -------------------- | --- | --- |
| 2012 | Cần                               | 19 tháng 9 năm 2012  | Soobin Hoàng Sơn | |
| 2013 | Vẽ Khói                           | 10 tháng 12 năm 2013 | Onionn | |
| 2014 | D.C.M.E                           | 1 tháng 5 năm 2014   | Hoàng Touliver, Andree Right Hand | |
| 2016 | Người Và Ta                       | năm 2016             | Thanh Huyền | |
| 2016 | Nếu Như Một Ngày                  | 7 tháng 8 năm 2016   | MIN | |
| 2016 | Let Me Feel Your Love Tonight     | 16 tháng 9 năm 2016  | Trà My Idol | |
| 2016 | Từng Ngày Em Mơ Về Anh            | 26 tháng 7 năm 2016  | MLee, Soobin Hoàng Sơn | |
| 2017 | Em Là Của Anh                     | 10 tháng 3 năm 2017  | S.T Sơn Thạch | Bài hát trong tập 8 của cuộc thi The Remix (Mùa 3) |
| 2017 | Nơi Ta Chờ Em                     | 28 tháng 4 năm 2017  | Will | Bài hát của phim Em chưa 18 |
| 2017 | Yêu5                              | 20 tháng 5 năm 2017  | | |
| 2017 | Khi Ta Có Nhau                    | 18 tháng 6 năm 2017  | Will | |
| 2017 | Vinh Quang Đang Chờ Ta            | 27 tháng 7 năm 2017  | Touliver, SOOBIN | Bài hát chính thức của Garena Liên Quân Mobile tại Việt Nam Năm 2019, bài hát này được sử dụng lại để cổ động cho đoàn thể thao Việt Nam tại SEA Games 30                                                                     |
| 2017 | Ngày Trôi Qua Nhanh               | 29 tháng 7 năm 2017  | Anh Tú Atus | |
| 2017 | Treasure                          | 23 tháng 8 năm 2017  | | |
| 2017 | September Flower                  | 3 tháng 10 năm 2017  | Trà My Idol, Hoàng Touliver | |
| 2017 | Hai Thế Giới                      | 25 tháng 12 năm 2017 | Will | |
| 2018 | Khi Màn Hình Tắt                  | 10 tháng 4 năm 2018  | | |
| 2018 | Phán Xét                          | 8 tháng 8 năm 2018   | | |
| 2018 | Nến Và Hoa                        | 19 tháng 8 năm 2018  | | |
| 2018 | Đây Là Việt Nam                   | 15 tháng 11 năm 2018 | Blacka | Bài hát cổ động 3 đội tuyển khu vực Việt Nam tại Arena of Valor International Championship 2018, đồng sáng tác với Blacka |
| 2018 | Tình Yêu Tuyệt Vời (Perfect Love) | 17 tháng 12 năm 2018 | S.T Sơn Thạch | |
| 2018 | Everyday                          | 8 tháng 5 năm 2018   | SpaceSpeakers | đồng sáng tác JustaTee |
| 2019 | Trên Lầu Cao                      | 12 tháng 2 năm 2019  | | |
| 2019 | Ride the Tide                     | 26 tháng 6 năm 2019  | Kimmese | Bài hát chính thức của Arena of Valor World Cup 2019 |
| 2019 | Ngọn Đuốc Đêm                     | 27 tháng 7 năm 2019  | Rhymastic | |
| 2019 | Lang Thang                        | 31 tháng 12 năm 2019 | Rhymastic | |
| 2020 | Vinh Quang và Nước Mắt            | 10 tháng 2 năm 2020  | Giang Phạm | Bài hát chính thức của Viettel 5G Đấu trường danh vọng mùa Xuân 2020 |
| 2020 | Vì Một Việt Nam                   | 19 tháng 2 năm 2020  | Hoàng Touliver, Soobin Hoàng Sơn | |
| 2020 | Nụ Cười                           | 7 tháng 4 năm 2020   | Rhymastic | |
| 2020 | Cảm Ơn Bạn                        | 30 tháng 5 năm 2020  | Hoàng Thuỳ Linh | |
| 2020 | Giàu Sang                         | 23 tháng 6 năm 2020  | Rhymastic | |
| 2020 | Cứ Chill Thôi                     | 11 tháng 7 năm 2020  | Chillies, Suni Hạ Linh | |
| 2020 | Tượng                             | 16 tháng 11 năm 2020 | Rhymastic | Battle rap với Lê Quý Kỳ Phong (Torai9) |
| 2020 | Let Victory Make History          | 20 tháng 11 năm 2020 | GDucky | Bài hát chính thức của Arena of Valor International Championship 2020 |
| 2021 | Cả Ngàn Lời Chúc                  | 7 tháng 1 năm 2021   | Suboi | |
| 2021 | Túi Ba Gang                       | 10 tháng 1 năm 2021  | Phương Ly | |
| 2021 | Cả Nhà Lên Chức                   | 27 tháng 1 năm 2021  | Rhymastic | |
| 2021 | Bị Bass Bỏ Bùa                    | 19 tháng 6 năm 2021  | Trấn Thành | Bài hát của Rap Việt All-Star 2021 |
| 2021 | Freaky Squad                      | 30 tháng 11 năm 2021 | SOOBIN, Binz, Rhymastic, Hoàng Touliver | Đồng sáng tác với Binz và Hoàng Touliver |
| 2024 | Hỏa Ca                            | 28 tháng 6 năm 2024  | 33 nam nghệ sĩ trong Anh trai vượt ngàn chông gai                                                                                              | Bài hát chủ đề của chương trình Anh trai vượt ngàn chông gai Viết lời rap với Đinh Tiến Đạt, Binz, Neko Lê trong sáng tác của It's Charles                                                                                    |
| 2024 | Lặng                              | 6 tháng 7 năm 2024   | Rhymastic | Biểu diễn trong chương trình Anh trai vượt ngàn chông gai mùa 1 |
| 2024 | Khiến Nó Ngầu                     | 6 tháng 7 năm 2024   | Rhymastic, Đinh Tiến Đạt, Hà Lê, Binz | Đồng sáng tác với Đinh Tiến Đạt và Binz khi tham gia chương trình Anh trai vượt ngàn chông gai mùa 1 |
| 2024 | Chợt Nghe Bước Em Về              | 3 tháng 8 năm 2024   | Rhymastic, NSND Tự Long, Đinh Tiến Đạt, Quốc Thiên, Cường Seven, SOOBIN                                                                        | Viết thêm lời rap trong sáng tác của Quốc Vượng khi tham gia chương trình Anh trai vượt ngàn chông gai mùa 1 |
| 2024 | Những Kẻ Mộng Mơ                  | 10 tháng 8 năm 2024  | Rhymastic, NSND Tự Long, Tuấn Hưng, Quốc Thiên, Tiến Luật, SOOBIN                                                                              | Viết thêm lời rap và lời mới trong sáng tác của Nguyễn Bảo Trọng khi tham gia chương trình Anh trai vượt ngàn chông gai mùa 1                                                                                                 |
| 2024 | Thu Hoài                          | 24 tháng 8 năm 2024  | Rhymastic, Đinh Tiến Đạt, Hà Lê, Quốc Thiên, Tiến Luật                                                                                         | Viết thêm lời rap trong sáng tác của 14 Casper và Hoài Thanh khi tham gia chương trình Anh trai vượt ngàn chông gai mùa 1 |
| 2024 | Đêm Cô Đơn                        | 7 tháng 9 năm 2024   | Rhymastic, Quốc Thiên | Viết thêm lời rap và lời mới trong sáng tác của Trung Kiên khi tham gia chương trình Anh trai vượt ngàn chông gai mùa 1 |
| 2024 | Bay                               | 28 tháng 9 năm 2024  | Rhymastic, Đinh Tiến Đạt, Đỗ Hoàng Hiệp, Thanh Duy, Quốc Thiên, Tăng Phúc, Liên Bỉnh Phát, Thiên Minh, Duy Khánh                               | Viết thêm lời rap với Binz trong sáng tác của Nguyễn Hải Phong khi tham gia chương trình Anh trai vượt ngàn chông gai mùa 1                                                                                                   |
| 2024 | Đỏ Quên Đi                        | 5 tháng 10 năm 2024  | Thanh Duy, Quốc Thiên, Tăng Phúc, Liên Bỉnh Phát, Thiên Minh, Duy Khánh, Tiến Luật, Hà Lê, Tăng Phúc, Liên Bỉnh Phát, Thiên Minh, Bùi Công Nam | Đồng sáng tác với Binz, Bùi Công Nam, Hà Lê, Đỗ Hoàng Hiệp khi tham gia chương trình Anh trai vượt ngàn chông gai mùa 1 |
| 2024 | Bống Bống Bang Bang               | 12 tháng 10 năm 2024 | Đinh Tiến Đạt, Tiến Luật, Thanh Duy, Quốc Thiên, Duy Khánh                                                                                     | Viết lời mới cùng Binz với lời rap do Tiến Luật, Đinh Tiến Đạt, Thanh Duy, Duy Khánh viết trong sáng tác nhạc của Only C, Nguyễn Phúc Thiện và lời của Lou Hoàng khi tham gia chương trình Anh trai vượt ngàn chông gai mùa 1 |
| 2024 | Quá Là Trôi                       | 12 tháng 10 năm 2024 | Đỗ Hoàng Hiệp, Binz, Rhymastic, Thiên Minh, Hà Lê, Bùi Công Nam                                                                                | Đồng sáng tác với Đỗ Hoàng Hiệp, Binz, Rhymastic, Hà Lê, Bùi Công Nam khi tham gia chương trình Anh trai vượt ngàn chông gai mùa 1                                                                                            |
| 2024 | SKYNote                           |                      | Quốc Thiên | Ra mắt tại Concert SKYNote ở Hà Nội của Quốc Thiên |
| 2024 | Nụ Cười Khoẻ                      | 29 tháng 12 năm 2024 | Dương Hoàng Yến, Ma Bư | |
| 2025 | Giữ Sức Khỏe Em Ơi                | 8 tháng 2 năm 2025   | Đông Nhi | |

## Chương trình
| Năm  | Tên chương trình              | Vai trò            | Kênh phát sóng     |
| ---- | ----------------------------- | ------------------ | ------------------ |
| 2016 | Hoà âm Ánh sáng mùa 2         | Thí sinh           | VTV3               |
| 2017 | Sao Đại Chiến                 |                    | VTV3               |
| 2020 | Rap Việt mùa 1                | Giám khảo          | HTV2               |
| 2021 | Rap Việt mùa 2                | Huấn luyện viên    | HTV2               |
| 2024 | Mẹ Vắng Nhà - Ba Là Siêu Nhân | Thành viên chính   | HTV7, QPVN, SCTV6  |
| 2024 | Anh Trai Vượt Ngàn Chông Gai  | Thí sinh (Anh tài) | VTV3               |
| 2024 | The Moi Song mùa 2            | Giám khảo          | Youtube MixiGaming |
| 2025 | Gia đình Haha                 | Thành viên chính   | VTV3               |

## Giải thưởng
| Năm  | Giải thưởng                   | Hạng mục                                       | Tác phẩm               | Kết quả   | Chú thích                                      |
| ---- | ----------------------------- | ---------------------------------------------- | ---------------------- | --------- | ---------------------------------------------- |
| 2017 | Làn Sóng Xanh                 | Top 10 bài hát được yêu thích nhất             | Yêu 5                  | Đoạt giải |                                                |
| 2017 | Làn Sóng Xanh                 | Single của năm                                 | Hôm nay tôi cô đơn quá | Đề cử     | Kết hợp cùng Tóc Tiên, sáng tác: Hứa Kim Tuyền |
| 2017 | Làn Sóng Xanh                 | Hòa âm phối khí                                | Hôm nay tôi cô đơn quá | Đề cử     | Kết hợp cùng Tóc Tiên, sáng tác: Hứa Kim Tuyền |
| 2018 | Giải thưởng Âm nhạc Cống hiến | Nhà sản xuất của năm                           |                        | Đề cử     |                                                |
| 2018 | Giải thưởng Âm nhạc Cống hiến | Bài hát của năm                                | Hôm nay tôi cô đơn quá | Đề cử     | Kết hợp cùng Tóc Tiên, sáng tác: Hứa Kim Tuyền |
| 2018 | Giải thưởng Âm nhạc Cống hiến | Nhạc sĩ của năm                                |                        | Đề cử     |                                                |
| 2018 | Zing Music Awards             | Top 10 nghệ sĩ của năm                         |                        | Đoạt giải |                                                |
| 2018 | Zing Music Awards             | Top 5 bài hát của năm                          | Yêu 5                  | Đoạt giải |                                                |
| 2018 | Zing Music Awards             | Top 5 nhạc sĩ của năm                          |                        | Đoạt giải |                                                |
| 2018 | Zing Music Awards             | Top 5 ca khúc Dance/Electronic được yêu thích  | Yêu 5                  | Đoạt giải |                                                |
| 2018 | Zing Music Awards             | Top 10 ca khúc Dance/Electronic được yêu thích | Vinh Quang Đang Chờ Ta | Đề cử     | Kết hợp cùng SOOBIN, sản xuất: Hoàng Touliver  |
| 2018 | Zing Music Awards             | Top 10 ca khúc R&B/Soul được yêu thích         | Treasure               | Đề cử     |                                                |
| 2018 | Zing Music Awards             | Top 10 nam ca sĩ được yêu thích                |                        | Đề cử     |                                                |